# رادمیلا شکرینسکا
رادمیلا شکرینسکا (مقدونی: Радмила Шекеринска Јанковска؛ زادهٔ ۱۰ ژوئن ۱۹۷۲) یک سیاست‌مدار اهل جمهوری مقدونیه است.وی از مه تا ژوئن و دوباره از نوامبر تا دسامبر ۲۰۰۴ نخست‌وزیر این کشور بود.